# Walter Bowman
Walter Wells Bowman (* 11. August 1870 in Waterloo, Ontario; † 7. März 1948 in Seattle) war ein kanadischer Fußballspieler. Bowman wurde 1892 als Spieler des FC Accrington zum ersten Ausländer in der englischen Football League. 2008 wurde er in die Canadian Soccer Hall of Fame aufgenommen.

## Karriere
Bowman spielte in Kanada für die von Absolventen der Berlin High School gegründeten Berlin Rangers aus dem heutigen Kitchener. 1888 und 1889 gewann er mit der Mannschaft die Meisterschaft der Western Football Association (WFA). Bereits 1886 wirkte Bowman in einem Auswahlspiel in New Jersey zwischen der WFA und der American Football Association mit. 1888 nahm er mit einer Auswahlmannschaft der WFA an einer zweimonatigen Tournee durch das Vereinigte Königreich von Großbritannien und Irland teil. Das Team schlug sich mit neun Siegen und fünf Unentschieden in 23 Partien beachtlich, die Tour gilt bis heute als Meilenstein der kanadischen Fußballgeschichte. Bowman erzielte während der Tournee unter anderem beim 2:0-Sieg gegen Newton Heath einen Treffer und war auch bei der 0:4-Niederlage gegen das schottische Nationalteam im Einsatz. 1891 nahm Bowman erneut mit einer kanadischen Auswahl an einer Großbritannien-Tournee teil, dieses Mal kehrte er aber nicht wieder nach Kanada zurück, sondern blieb wie sein Landsmann James Dalton (AFC Sunderland) als Profispieler in England.
Als Spieler des FC Accrington erzielte Bowman in der Endphase der Saison 1891/92 drei Treffer in fünf Partien und wurde mit seinem Einsatz am 23. Januar 1892 gegen West Bromwich Albion (Endstand 4:2, ein Treffer von Bowman) der erste ausländische Spieler in der Geschichte der Football League. Zur folgenden Spielzeit wechselte er in die neu geschaffene Football League Second Division zum AFC Ardwick. Bowman kam zunächst als linker Halbstürmer oder Mittelstürmer zum Einsatz, so erzielte er erneut bei seinem Ligadebüt, einem 3:1-Erfolg gegen Crewe Alexandra, wiederum einen Treffer, später agierte er dann als Mittelläufer oder rechter Außenläufer. 1896 verpasste die Mannschaft um den Rechtsaußen Billy Meredith, einer der schillerndsten Spieler seiner Zeit, in den Test Matches genannten Relegationsspielen den Aufstieg in die First Division. In den folgenden Jahren kam Bowman nur noch selten zum Einsatz, seinen 47. und letzten Ligaauftritt für den 1894 nach Finanzproblemen in Manchester City umbenannten Klub absolvierte Bowman am 1. Oktober 1898 bei einem 3:1-Heimerfolg gegen Woolwich Arsenal.
Über sein weiteres Leben ist wenig bekannt, als gesichert gilt, dass er nach seinem Karriereende zurück nach Nordamerika ging. Bei einem Treffen der Tourneeteilnehmer von 1888 im Jahre 1929 war Bowman nicht anwesend, ein diesbezüglich erschienener Zeitungsartikel nennt als seinen letzten bekannten Wohnort die Bergarbeiterstadt Butte im US-amerikanischen Bundesstaat Montana.